# Al Shamal
Al Shamal (în arabă الشمال) este o municipalitate din statul Qatar. Sediul său se numește Madinat ash Shamal și este considerat unul dintre marile orașe din Qatar. Numele reședinței se traduce prin „oraș al nordului”  - deși populația abia depășește 5.000.
Ras Rakan, cel mai nordic punct al Peninsulei Qatarului, este inclus în municipalitate și, ca atare, este înconjurat de Golful Persic în toate direcțiile, cu excepția sudului. Se învecinează cu municipalitatea Al Khor. Municipalitatea este împărțită în trei zone principale.